# AWG-Modecenter

Logo bis Januar 2022

Logo 2009

Die Allgemeine Warenvertriebsgesellschaft mbH (AWG) ist eine deutsche Bekleidungs-Handelskette mit Sitz in Köngen im Landkreis Esslingen (Baden-Württemberg). Das Familienunternehmen unterhält bundesweit 250 Filialen mit insgesamt rund 2.000 Mitarbeitern. Auch ein mit den stationären Geschäften verzahnten Onlineshop betreibt die Gesellschaft. Der Umsatz betrug 208 Mio. € im Jahr 2023. Der Slogan des Unternehmens lautet: „Alle Werden Glücklich!“

## Geschichte und Expansion
1969 gründete Schneidermeister Imanuel Maier die Gesellschaft und eröffnete 1970 das erste AWG-Modecenter. Sein bereits 1938 gegründetes Textilunternehmen besteht noch heute in Köngen unter dem Namen Maier Sports.
Nachdem AWG bis 1990 nur in Baden-Württemberg vertreten war, expandierte das Unternehmen ab 1991 hauptsächlich in den neuen Bundesländern. Im Jahr 1994 eröffnete die 50. Filiale, im Jahr 2000 die 100. Filiale und im Jahr 2008 die 200. Filiale. Heute sind AWG-Modecenter in Baden-Württemberg, Bayern, Brandenburg, Hessen, Rheinland-Pfalz, Sachsen, Sachsen-Anhalt, Thüringen und Saarland vertreten.

## Marken
Neben bekannten Marken wie z. B. Adidas, Esprit, Cecil, Tom Tailor oder Wrangler verkauft AWG auch Kleidung unter Eigenmarken wie Lisa Tossa, SURE, Southern Territory, Jim Spencer, one way, IX-O und Worker.

## Kennzahlen
| Jahr | Filialen | Fläche  | Umsatz     | Gewinn      | Mitarbeiter |
| ---- | -------- | ------- | ---------- | ----------- | ----------- |
| 2000 | 100      |         |            |             |             |
| 2006 | 170      |         | 213,2 Mio. |             | 2.173       |
| 2010 | 243      |         | 243,5 Mio. |             | 2.746       |
| 2015 | 302      | 321 Tm² | 258,0 Mio. | 1,440 Mio.  | 2.208       |
| 2020 | 244      | 238 Tm² | 168,6 Mio. | −1,667 Mio. | 2.184       |
| 2023 | 250      | 240 Tm² | 207,5 Mio. | 1,018 Mio.  | 2.009       |

Quelle: im Bundesanzeiger: A W G Allgemeine Warenvertriebs-Gesellschaft mit beschränkter Haftung 

## Insolvenz abgewendet
Ende Januar 2019 beantragte das Unternehmen beim Amtsgericht Esslingen die Eröffnung eines Insolvenzverfahrens in Eigenverwaltung; nach mehrmonatiger Sanierung hat die Mode-Handelskette AWG ihr Insolvenzverfahren abgeschlossen. Im Verlauf des in Eigenverwaltung geführten Verfahrens wurden 47 der knapp 300 Filialen geschlossen. Anfang Juli 2019 wurde das Verfahren beendet. Rund 2400 Arbeitsplätze blieben erhalten.